# تيتسويا كواكامي
تيتسويا كواكامي (باليابانية: 河上 哲也) (مواليد 27 يونيو 1970)، هو لاعب كرة قدم سابق كان يلعب كمهاجم.